# Talnakhit
Talnakhit ist ein sehr seltenes Mineral aus der Mineralklasse der Sulfide und Sulfosalze. Es kristallisiert im kubischen Kristallsystem mit der chemischen Zusammensetzung Cu9(Fe,Ni)8S16 und bildet schmale, bis zu zwei Millimeter lange, lattenförmige, gelbe Kristalle, die in der Regel mit anderen Kupfer-Eisen-Sulfiden verwachsen sind.

## Etymologie und Geschichte
Das Mineral wurde erstmals 1968 von I.A. Bud’ko und E.A. Kulagow in der Severniy-Mine bei Talnach in der Nähe von Norilsk in Russland gefunden. Sie benannten es nach dem Fundort Talnach (englisch Talnakh).

## Klassifikation
In der Systematik nach Strunz wird Talnakhit bei den Sulfiden und Sulfosalzen klassifiziert. Es wird zu den Sulfiden mit einem Verhältnis vom Metall zu Schwefel, Selen oder Tellur von 1:1 gezählt. In der achten Auflage bildete es mit Haycockit, Isocubanit, Mooihoekit, Orickit, Putoranit und Wilhelmramsayit eine Gruppe. In der neunten Auflage werden die Sulfide zusätzlich nach Kationen unterteilt, dort bildet Talnakhit mit Chalkopyrit, Eskebornit, Haycockit, Laforêtit, Lenait, Mooihoekit, Gallit, Roquesit und Putoranit eine Untergruppe der Metallsulfide mit einem Verhältnis von Metall zu Schwefel, Selen oder Tellur von 1:1 und Zink, Eisen, Kupfer oder Silber. 
In der vorwiegend im englischen Sprachraum gebräuchlichen Systematik der Minerale nach Dana bildet es mit Haycockit und Mooihoekit eine Untergruppe der Sulfide – einschließlich Seleniden und Telluriden – mit der Zusammensetzung Am Bn Xp, mit (m+n):p=1:1.

## Bildung und Fundorte
Talnakhit bildet sich in hohen Konzentrationen unter hydrothermalen Bedingungen. Unter Wasser bildet sich das Mineral zudem in Schwarzen Rauchern. Es ist vergesellschaftet mit Chalkopyrit, Cubanit, Djerfisherit, Pentlandit, Valleriit oder Mackinawit, Magnetit, Silber-Gold- und Palladium-Blei-Legierungen. 
Es sind bislang 19 Fundorte des Talnakhits bekannt. Neben seiner Typlokalität und weiteren Funden in Russland fand man Talnakhit unter anderem in Suichang in China, Kittilä und Sodankylä in Finnland, Laurion in Griechenland, Takahashi, Kaminokuni und Hidaka in Japan, Cradock und Loolekop in Südafrika, Cármenes in Spanien sowie den US-Bundesstaaten Minnesota, Montana und Utah.

## Kristallstruktur
Talnakhit kristallisiert im kubischen Kristallsystem in der Raumgruppe I43m (Raumgruppen-Nr. 217) mit dem Gitterparameter a = 10,59 Å sowie zwei Formeleinheiten pro Elementarzelle.